# 게오르크 뷔히너

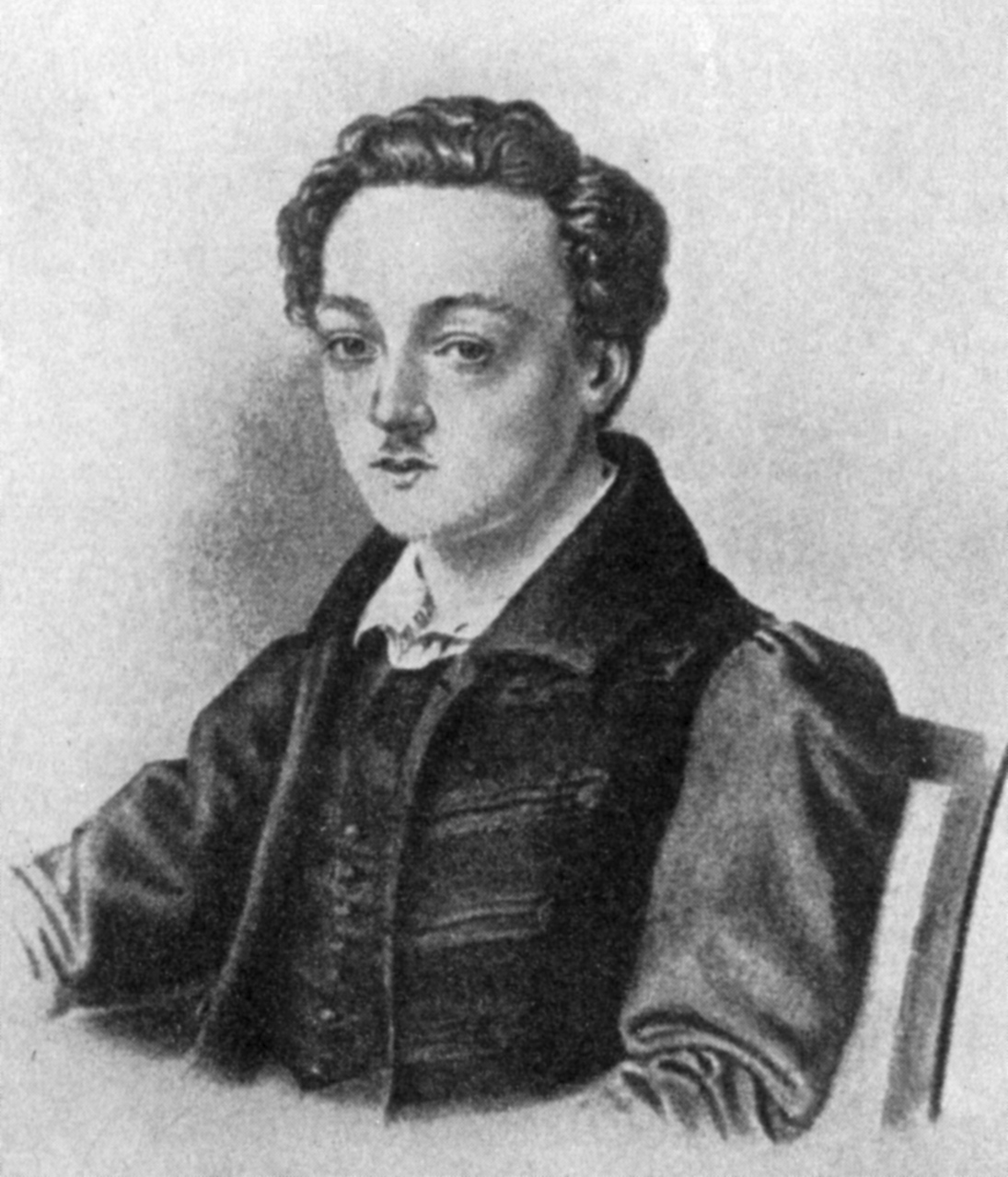
게오르크 뷔히너

카를 게오르크 뷔히너(독일어: Karl Georg Büchner, 1813년 10월 17일 ~ 1837년 2월 19일)은 독일의 극작가다. 동 시대의 낭만적 경향과는 거의 관계를 맺지 않은 채 두세 작품만을 남기고 요절한 천재이다. 1930년대에 라인하르트나 오손 웰즈에 의하여 부활 상연됨으로써 높이 재평가를 받게 되었다.

## 생애
대체로 천재는 개인적 성향이 강한 데 반해 뷔히너는 참다운 삶의 의미를 자신의 삶 안에서 찾은 것이 아니라 자신의 삶 밖에서, 즉 더불어 사는 삶에서 찾았다. 그는 유복한 시민계급, 즉 유산계급의 아들로 태어나 대학교육을 받고 미래가 보장된 신분을 지녔음에도 불구하고 독재정권 타도를 위해 반체제운동에 가담했는가 하면, 굶주리는 농민을 위해 투쟁에 앞장섰다. 그는 자신이 다니던 대학도시 기센에서 ‘인권협회’를 조직하기도 하고, 농민의 혁명의욕을 고취시키기 위해 헤센 급전이라는 정치적 전단(傳單)을 작성하여 배포하기도 했다.
뷔히너의 천재성은 문학 창작에서만 드러나는 것이 아니라 그의 학문세계에서도 드러난다. 그의 독서량은 범인(凡人)들의 상상을 초월한다. 그는 그토록 짧은 기간에 문학과 철학, 종교를 비롯한 고대의 정신문화에 관한 서적을 폭넓게 읽었는가 하면, 현대 문학과 철학, 역사를 포함한 인문학 서적을 탐독했으며, 성서를 정독했다. 뷔히너의 한 친구의 말에 의하면 그는 “특히 셰익스피어, 호머, 괴테, 각종 민요, 아이스킬로스 그리고 소포클레스를 좋아했으며”, “장 파울과 주요 낭만주의 작가들”을 읽었다. 뷔히너는 이렇듯 읽기에만 몰두한 것이 아니라 읽은 것을 옮기고 그것에 대한 평론을 쓰기도 했다. 그가 남긴 데카르트론이라든가 스피노자론 등에는 합리주의 내지 관념론에 대한 날카로운 비판이 담겨있다.
의사인 아버지의 강요에 못 이겨 택할 수밖에 없었던 전공이지만 그는 공부를 시작한 지 약 5년 되던 해인 1836년 9월에 물고기 신경조직에 관하여라는 논문으로 슈트라스부르크 대학에서 박사학위를 받았으며, 같은 해 11월에는 취리히 대학으로부터 초빙을 받아 대학 강단에 서기도 했다. 그러니까 그는 불과 23세에 대학교수가 된 것이다. 하지만 뷔히너는 안타깝게도 여기서 삶을 마감한다. 그는 취리히 대학에서 시험 강의를 한 지 채 3개월이 지나지 않은 1837년 1월 말 발병하여 다음달 2일부터 병석에 눕는다. 그 후 불과 일주일 만에 혼수상태에 빠져들고, 끝내 같은 달 19일에 세상을 떠난다. 뷔히너의 임종을 지켜본 약혼녀 빌헬미네 예글레는 그의 마지막 순간을 다음과 같이 회고한다. “그이는 조용히 숨을 거두었습니다. 저는 그이의 두 눈을 입맞춤으로 감겨드렸어요.” 스물네 살의 한창 나이에, 이제 막 정신세계가 영글어 본격적으로 꽃을 피울 나이에 질풍노도처럼 살아온 뷔히너, ‘질풍노도’의 사나이 뷔히너는 열병 장티푸스에서 영영 회복되지 못하고 이국땅에서 홀연히 세상을 떠난 것이다. 그가 취리히의 크라우트가르텐 공동묘지에 묻히던 날, 장례식에는 지역 유지들과 대학 관계자들이 대거 참석하여 그의 죽음을 애도했다.

## 작품세계
그가 남긴 작품은 희곡 3편(당통의 죽음, 레옹스와 레나, 보이체크)과 소설 1편(렌츠)에 불과하다. 하지만 이 4편의 작품이 일으킨 파문은 해일이 되어 독일문단을 뒤덮는다. 그는 “이상적인 인물들만을 원하고” 정선되고 다듬어진 문어(文語)만이 공용어로 통용되던 당시의 독일 문단에 결함을 지닌 인간들, 예컨대 당통과 같은 쾌락주의자와 렌츠와 같은 광인을, 보이체크와 같은 제4계급, 즉 기층민을 작품의 주인공으로 내세워 이들로 하여금 외설을 입에 담고, 토막언어를 사용하게 했던, 이른바 당대 문단의 이단아였다. 작품의 등장인물을 영웅이 아닌 ‘반(反)영웅’으로 설정하고, 이들로 하여금 다듬어진 문어(文語)가 아닌 일상어로 말하게 하는 데 그치지 않고, 외적 언어가 주류를 이루던 당시에 ‘의식의 흐름’ 기법의 모태가 되는 내면의 언어, 즉 ‘경험언어’를 그의 소설 ≪렌츠≫에 도입하기도 했다.
나아가 그는 완결된 문체와 더불어 완결된 구성, 즉 폐쇄형식만이 문학의 예술성을 담보해 주던 독일 문단에서 과감하게 미완의 형식, 즉 개방 형식을 들고 나왔다. 뷔히너의 작품 중 그의 생전에 출판된 것은 ≪당통의 죽음≫ 단 한 편뿐이었다. 더욱이 이 작품은 독창성이 부족하고, 등장인물들의 언어가 비속하며, 작품의 구성이 엉성하다는 혹평을 면치 못했다.
뷔히너의 문학은 이토록 치열한 삶을 산 사람의 ‘심정 고백’이다. 그의 작품이 경향성을 띠는 이유도 바로 여기에 있다. 물론 그의 작품에서는 경향성이 작품의 문학성을 훼손하지 않는다. 아니 오히려 그와는 반대로 경향성이 문학적 완성도를 높여 준다. 이를테면 그의 경향성은 벤야민이 “정치적으로 올바른 경향은 문학적 경향 또한 내포하고 있다. 함축적이든 명시적이든 올바른 정치적 경향 속에 깃들어 있는 이러한 문학적 경향이 바로 작품의 질을 결정하게 된다”라고 말했던 바로 그 경향성이다.

## 후대의 영향
그의 작품 전집이 출간된 것은 그가 세상을 떠나고도 40여 년이 지난 1879년이었다. 독일문학사에 커다란 획을 그은 클라이스트, 횔덜린, 카프카 등이 그랬던 것처럼 뷔히너도 당대의 사람들에게는 인정을 받지 못했던 것이다. 그러나 뷔히너의 보이체크가 독일의 시적 리얼리즘 문학을 대표하는 켈러에 의해 “에밀 졸라의 ≪나나≫보다 사실성이 더 뛰어나다”는 평가를 받은 이래로 뷔히너는 더 이상 독일문학의 이단아가 아닌 혁명아, 총아로 부활하게 된다. 독일 자연주의 문학을 창도한 하웁트만은 1887년에 베를린의 어느 문학협회가 개최한 강연회에서 뷔히너의 “힘 있는 언어”와 “생생한 묘사” 그리고 “자연주의적 인물 서술”을 극찬했는가 하면, 그의 작품 ≪사도(使徒)≫와 ≪선로지기 틸≫은 뷔히너의 영향을 받은 최초의 작품으로 기록되기도 한다. 뷔히너는 베데킨트, 트라클 등과 같은 표현주의의 대표적인 극작가 및 시인을 비롯해서 브레히트, 첼란, 막스 프리슈 , 페터 바이스 등 수많은 독일 현대 작가들에게 영향을 끼쳤다. 그 밖에도 12음계를 창안한 작곡가 알반 베르크의 오페라 보체크(Wozzeck) 또한 뷔히너의 보이체크를 소재로 했음은 널리 알려진 사실이다. 오늘날 독일 문단에서 뷔히너가 차지하는 자리, 즉 그의 의미는 더없이 크다. 이는 우선 뷔히너의 이름으로 수여되는 문학상이 오늘날 독일 문단에서 가장 권위 있는 문학상으로 자리매김 되었다는 사실에서도 입증된다. 그런가 하면 하인리히 뵐, 엘리아스 카네티, 귄터 그라스 등 독일의 노벨문학상 수상자들은 뷔히너 문학상 수상 소감에서 모두가 한결같이 자신이 뷔히너 문학의 영향권에 있음을 자랑스럽게 고백한다.